# Stefan Wolf (voetballer)
Stefan Wolf (Altbüron, 31 januari 1971) is een voormalig betaald voetballer uit Zwitserland die als verdediger speelde. Hij beëindigde zijn loopbaan in het seizoen 2005-2006 bij FC St. Gallen II.

## Interlandcarrière
Wolf maakte zijn debuut voor het Zwitsers voetbalelftal in de vriendschappelijke wedstrijd tegen Engeland (3-1) op 15 november 1995 in Londen. Hij viel in dat duel na 69 minuten in voor Sébastien Fournier. Wolf speelde in totaal veertien interlands voor de nationale ploeg in de periode 1995-1999.

## Erelijst
FC Luzern
- Zwitserse beker

1992
 Servette FC
- Zwitsers landskampioen

1999
- Zwitserse beker

2001